# Alginat de propilenglicol
Alginat de propilenglicol, (en anglès:Propylene glycol alginate, PGA) és un additiu alimentari emulsidor, estabilitzador i agent gelificant. Té el codi E E405. Des del punt de vista químic, l'alginat de propilenglicol és un èster de l'àcid algínic,el qual deriva de les algues tipus kelp. Alguns dels grups carboxílics estan esterificats amb propilen glicol, alguns estan neutralitzats amb un àlcali apropiat i alguns romanen lliures.

## Ús
A la indústria alimentària s'acostuma a fer servir com estabilitzant de l'escuma de la cervesa. Es pot fer servir com emulsidor i estabilitzants i també en gelats, productes de confiteria i altres.